# Нерс, Киа
Киа Огастин Нерс (англ. Kia Augustine Nurse; род. 22 февраля 1996 года, Гамильтон, провинция Онтарио, Канада) — канадская профессиональная баскетболистка, выступающая в женской национальной баскетбольной ассоциации за клуб «Чикаго Скай». Она была выбрана на драфте ВНБА 2018 года в первом раунде под десятым номером командой «Нью-Йорк Либерти». Играет на позиции разыгрывающего защитника.

## Ранние годы
Киа Нерс родилась 22 февраля 1996 года в городе Гамильтон (провинция Онтарио) в семье Ричарда и Кэти Нерс, у неё есть старший брат Дарнелл, выступающий в НХЛ за «Эдмонтон Ойлерз», и сестра, Тамика, а училась там же во вспомогательной католической школе имени святого Томаса Мора, в которой выступала за местную баскетбольную команду.